# Erik Figueroa
Erik Figueroa (Stoccolma, 4 gennaio 1991) è un calciatore svedese di origine cilena, difensore svincolato.

## Carriera
È cresciuto a Sundbyberg nella periferia nord-occidentale di Stoccolma ed è uscito calcisticamente dal settore giovanile dell'AIK.
Nel 2009, all'età di 18 anni, ha giocato le sue prime partite in Division 2 nell'Hammarby Talang FF, una società che operava nell'ottica di sviluppare giocatori in funzione della prima squadra dell'Hammarby. A fine stagione, l'Hammarby Talang è salito in Division 1, il terzo livello del calcio svedese.

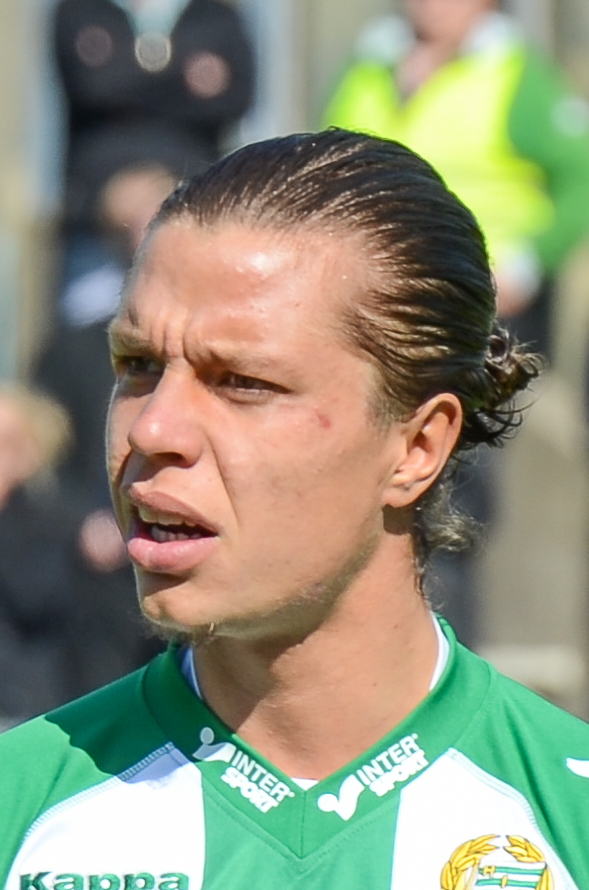
Figueroa all'Hammarby nel 2013

Durante la stagione 2011, Figueroa si è diviso tra Hammarby Talang e la prima squadra dell'Hammarby, con cui ha avuto modo di collezionare le prime 8 presenze in Superettan nella seconda metà di stagione. Figueroa ha disputato altri due campionati di Superettan con l'Hammarby giocando titolare da terzino sinistro gran parte delle partite stagionali, prima di lasciare i colori biancoverdi al termine della stagione 2013 senza aver ottenuto un rinnovo contrattuale.
È poi sceso di un livello, tornando a giocare in terza serie con l'ingaggio annuale da parte del Vasalund, squadra di Solna, alle porte di Stoccolma.
Figueroa ha trascorso l'annata 2015 in Superettan con il Sirius, anche in questo caso con un contratto di un anno. La squadra ha chiuso al terzo posto in classifica e ha disputato gli spareggi promozione contro il Falkenberg, ma non è salita in Allsvenskan per effetto della regola dei gol fuori casa.
Senza aver trovato il rinnovo, Figueroa ha cambiato nuovamente squadra in vista del campionato di Superettan 2016, disputato con la maglia dell'AFC United che all'epoca aveva ancora sede a Solna. Il giocatore è sceso in campo in 26 partite su 30 nell'anno in cui il club ha conquistato la prima promozione in Allsvenskan della propria storia. A fine stagione, tuttavia, non ha trovato un'intesa per rinnovare il contratto in scadenza.
È quindi ripartito dal Brommapojkarna, questa volta con un accordo biennale. La squadra, nonostante il recente passato in Allsvenskan, era neopromossa dalla terza serie, ma ha vinto comunque la Superettan 2017 tornando così nella massima serie al primo tentativo sotto la guida di Olof Mellberg. L'Allsvenskan 2018 è stata dunque la prima stagione disputata da Figueroa nel massimo campionato svedese. Il primo gol in Allsvenskan – nonché l'unico stagionale – lo ha segnato contro l'Hammarby, suo vecchio club. In quel campionato ha totalizzato 26 presenze, più altre due negli spareggi che non hanno però evitato la retrocessione della sua squadra.
Nel gennaio 2019 è stato tesserato a parametro zero dall'Unión La Calera, squadra del Cile, paese di origine di suo padre.
Un anno più tardi è stato ingaggiato dall'Helsingborg, squadra svedese allenata da Olof Mellberg che già era stato il suo tecnico ai tempi del Brommapojkarna. A fine stagione i rossoblu sono retrocessi e Figueroa ha lasciato la squadra per fine contratto. La sua carriera è comunque proseguita nella seconda serie nazionale avendo firmato con l'Akropolis, squadra che disputava le proprie partite nei pressi dell'abitazione stoccolmese di Figueroa.
Rimasto svincolato per qualche mese, nell'agosto 2022 è ripartito dalla terza serie con l'accordo con il Vasalund, tornando così nel club rossonero dopo la parentesi di otto anni prima.